# Castello di Bílina
Il castello di Bílina (in ceco Bílina zámek) si trova nella città omonima del Distretto di Teplice, Regione di Ústí nad Labem nella Repubblica Ceca. La sua storia inizia nel XVII secolo, sul sito di una fortezza preesistente.

## Storia

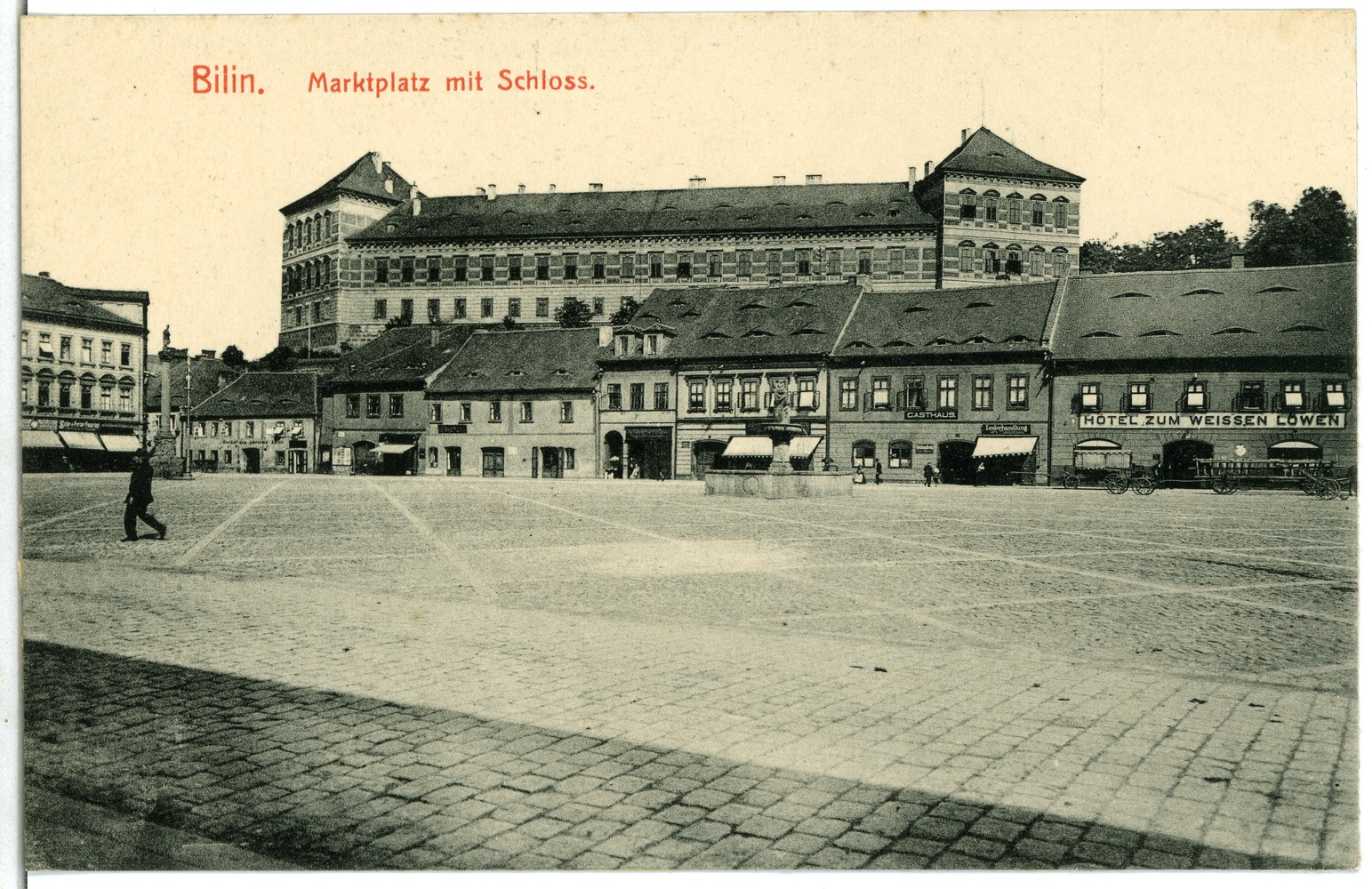
Il castello di Bílina con l'allora piazza del Mercato (poi piazza della Pace) in una fotografia del 1902

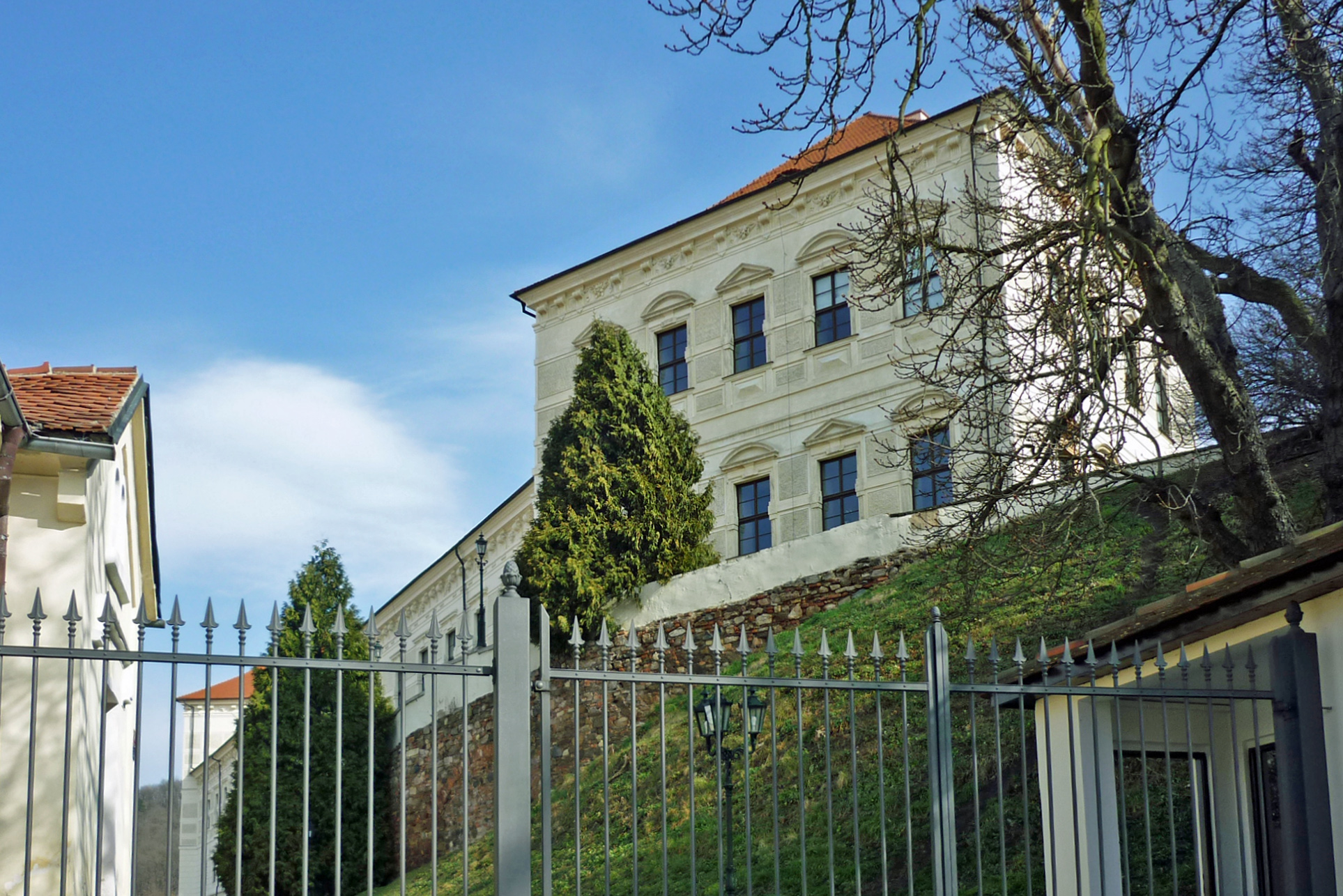
Cancello di accesso

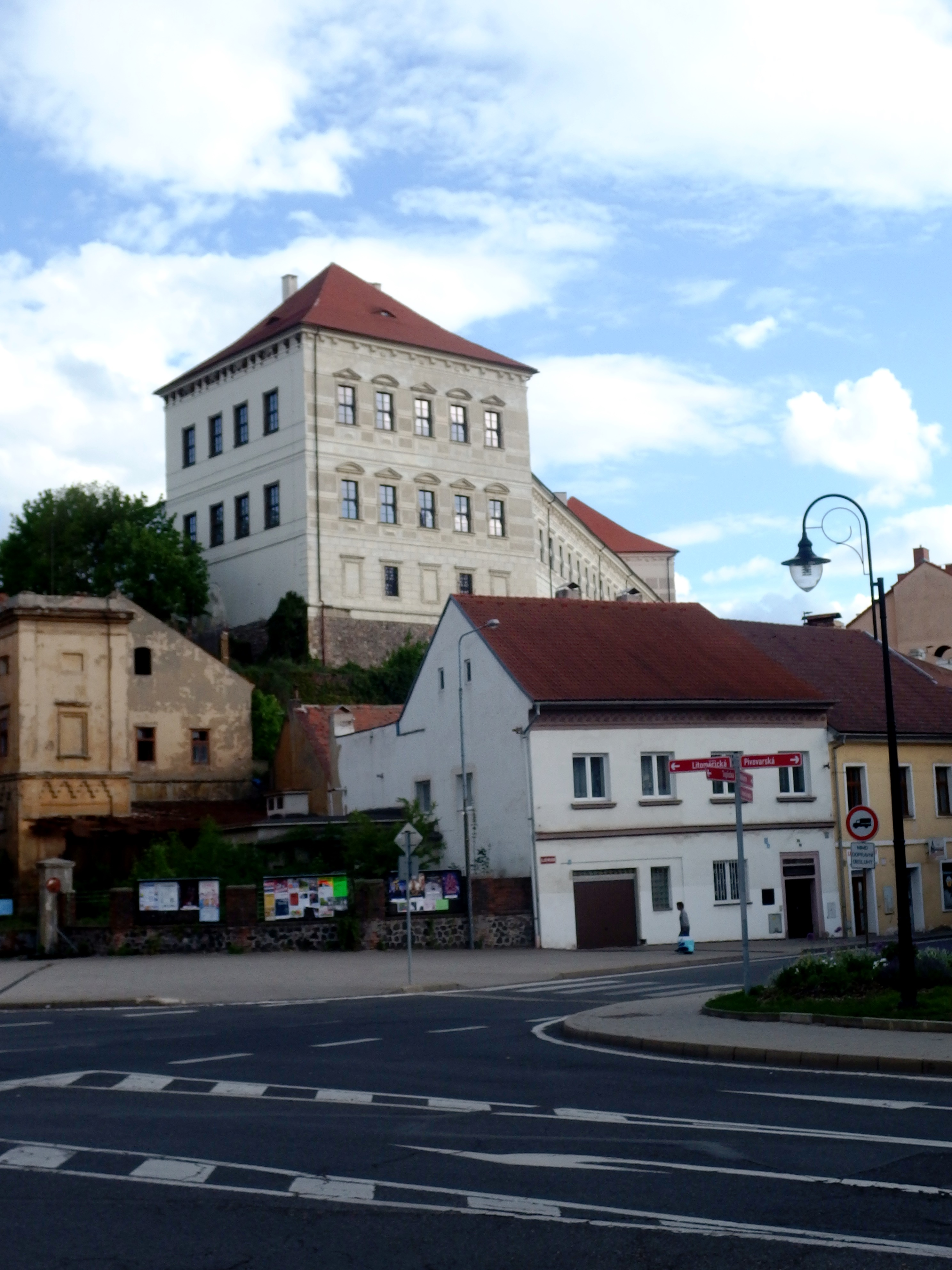
Grande bastione visto dalla piazza della Pace, già piazza del Mercato

Il grande castello barocco fu costruito tra il 1675 e il 1682 sul sito di un castello più antico dell'epoca di Venceslao I di Boemia, a sua volta edificato dove in precedenza si trovava una fortezza slava della fine del X secolo. Il costruttore del castello del XIII fu molto probabilmente Ojíř di Frýdberk, nobile alla corte di Venceslao I. Non ci sono informazioni su che aspetto avesse il castello medievale ma di quella struttura è sopravvissuto un bastione chiamato Manda, edificato in stile tardo gotico e situato nell'angolo della fortezza recente. Il castello fu conquistato dagli Ussiti nel 1421 e nel XVI secolo divenne proprietà della famiglia Lobkowicz, che lo fece trasformare in residenza estiva. Tra il 1675 e il 1682 venne ricostruito, il progetto della ricostruzione venne affidato all'architetto Antonio della Porta e i lavori furono eseguiti da G.O. Tencallo. I Lobkowicz mantennero il castello sino al 1945, quando fu nazionalizzato e fu oggetto di ulteriori lavori di ristrutturazione. Il castello di Bílina è tornato poi di proprietà dei Lobkowicz e non è aperto al pubblico.

## Descrizione
Il castello di Bílina si trova in posizione elevata su piazza della Pace nell'omonima città della Regione di Ústí nad Labem nella Repubblica Ceca. Ha le forme di un edificio rappresentativo monumentale a due piani con pianta rettangolare con padiglioni angolari a tre piani. Sul lato nord del cortile si trova il grande bastione gotico Manda risalente al XV secolo. All'interno la sala all'italiana è notevole per le sue decorazioni a stucchi del XVII secolo. Tra le parti più antiche del castello vi sono la cantina gotica, scavata nella roccia, e la cantina a volta che si trova nel padiglione nord.

### Monumento culturale della Repubblica Ceca
La tutela dei monumenti della Repubblica Ceca considera il castello di Bílina un monumento culturale tutelato col numero di catalogo 1000155386.